# 大分農業文化公園
大分農業文化公園（おおいたのうぎょうぶんかこうえん）は、大分県宇佐市及び杵築市に位置する大分県立の農業公園である。愛称は、るるパーク。

## 概要
大分県宇佐市安心院町古川と杵築市山香町大字日指に跨る日指ダムのダム湖周辺に設けられた農業体験が可能な公園で、敷地面積は約120 ha（うちダム湖37 ha）に及ぶ。2001年（平成13年）4月21日に開園した。
交流研修館、豊の国物産館、屋内つばき園、花昆虫館等からなる中心施設と、大型遊具、フラワーガーデン、ハーブガーデン、果樹園、コテージ、キャンプ場、ミニ動物園などの屋外施設が設けられている。中心施設は、伊東豊雄の設計である。
約400種1,000本のツバキが植えられており、2012年には国際ツバキ協会から国際優秀ツバキ園に認定されている。
この公園の開園に伴い、大分自動車道や大分空港道路と接続する宇佐別府道路の公園隣接地点に大分農業文化公園ICが新設されている。
2022年（令和4年）4月1日より、愛称が「るるパーク」となった。愛称は「自然の中で憩える、遊べる、健康になれる、学べる、花やアウトドアを楽しめるなど、たくさんの「る」がある公園を表現」したものである。

## 所在地
- 〒879-1312 大分県杵築市山香町大字日指1-1

## 交通
- 東九州自動車道（宇佐別府道路） 大分農業文化公園ICからすぐ